# Муханов, Геннадий Степанович
 Муханов Геннадий Степанович (род. 4 марта 1947, Чистополь, Чистопольский район, Татарская АССР, РСФСР, СССР) — советский и российский литературовед, культуролог, музеевед, литературный краевед. С 1 октября 1987 года генеральный директор Государственного объединённого музея Республики Татарстан. С 2001 по 2006 год генеральный директор Национального музея Республики Татарстан, кандидат филологических наук (1983), Заслуженный работник культуры Республики Татарстан (1995 год), ветеран труда федерального значения (2010).

## Биография и трудовая деятельность
Родители: отец Степан Константинович — родом из потомственных крестьян, работал трактористом совхоза "Красный октябрь", а с сороковых годов служащий «Заготзерно» г. Чистополь, участник Великой Отечественной войны, награждён орденом и медами; мать Ольга Тимофеевна — домохозяйка, воспитала 9 детей, награждена двумя орденами "Материнская Слава" первой и второй степени.
Окончил Казанский государственный педагогический институт (1969), аспирантуру Казанского государственного университета (1977), кандидат филологических наук (1983);тема диссертации «Социологические и эстетические аспекты интернационализма современной татарской литературы», научный руководитель — доктор филологических наук М. Х. Хасанов.Работал преподавателем спецкурса стилистики и современной советской литературы в средней школе № 80 Казани (1969). Военную службу проходил в качестве секретаря комитета комсомольской организации Военно-воздушной академии им. Ю. Гагарина на офицерской (капитанской) должности в Монино, Московской области (1969—1970). В ноябре 1970 — октябре 1971 — секретарь комитета ВЛКСМ казанского компрессорного завода; с 1971 — преподаватель факультативного курса по стилистике в средней школе № 124 (по совместительству). В октябре 1971 переводится на работу в аппарат Татарского обкома ВЛКСМ и утверждается лектором отдела пропаганды и культурно-массовой работы; с 1974- руководитель лекторской группы. В 1976 вступил в КПСС.
В 1977—1987 — консультант Дома политического просвещения Татарского обкома КПСС; аспирант кафедры журналистики казанского университета заочного и 6 месяцев очного обучения (1980—1983) с защитой кандидатской диссертации в Казанском филиале Академии наук СССР Института языка, литературы и истории им. Г. Ибрагимова по теме: «Социологические и эстетические аспекты интернационализма в современной татарской литературе» Автореферат, Казань, (1983).Одновременно читал лекционный курс на заочном отделении Саратовской межобластной высшей партшколы по предмету «Современная советская литература и искусство» (с 1979) и на отделении журналистики филологического факультета Казанского университета по курсу «Интернационализм в публицистике и литературе» (с 1986).
Генеральный директор Национального (до 23. 03. 21 г. Государственного объединённого) музея Республики Татарстан(01.10.1987—06.08.2006).
После отъезда из Казани — генеральный директор Курагинского районного краеведческого музея Красноярского края, Президент Красноярского межрегионального благотворительного фонда развития культуры и духовности «Человек и гармония» (2007—2010). Редактор в Кавказском государственном природным биосферном заповеднике в г. Сочи. Работа в качестве эксперта, научного консультанта в сочинском Зимнем театре (2014—2015). В настоявшее время проживает в г. Темрюке Краснодарского края. С 2019 пресс-секретарь Темрюкского районного совета ветеранов, советник по научно-методической работе краеведческого музея.
Дети: сын Всеволод (1979).

## Научная деятельность
За более 35 летний период трудовой научной просветительской деятельности в целом и работы руководителем музейного объединения был организатором и докладчиком на более сотни международных, российских, республиканских, городских казанских и районных научных конференций, симпозиумов, форумов. Главный редактор журнала «Ежегодник» — дореволюционное издание, которое было вновь возобновлено для полного освещения деятельности Национального музея Республики Татарстан и музейного объединения, адресованное работникам государственных, муниципальных, общественных музеев, учёным и краеведам. Автор пяти книг и брошюр, в том числе широко известной в среде литературных и исторических специалистов, краеведов книги «Чистопольские страницы» (1983). По содержанию этого популярного издания и истории её создания создан одноимённый музей в гимназии № 18 города Чистополя, а также методические разработки для учителей русского языка и литературы. Опубликовано более 170 статей в научных сборниках и журналах, книгах и газетах в том числе: о Национальном музее Республики Татарстан в Татарской энциклопедии, Музеи и власти: диалогика отношений в сб. Музей - Город - регион: история и современность.Материалы конференции. Государственный Центральный музей современной истории России,-М.,1998, Музейные радости Татарстана в книге — журнале «Мир и Музей» (Казань, 2005), «Кладовая памяти» и другие публикации в популярном журнале «Казань», общероссийском журнале «Мир музея», первом справочнике — путеводителе «Все музеи Казани»(2003), «Музей Б. Л. Пастернака в Чистополе» в сборнике Первые Пастернаковские чтения…, — Казань, 2016, а также в брошюрах «История Государственного музея Республики Татарстан в зеркале XX века» (1997), «В истории тысячелетий музейные годы…». Имеет международные сертификаты повышения квалификации работников культуры, полученные во Франции, США, Германии, всероссийских курсов повышения квалификации министерства культуры РФ. Подготовил к изданию книгу «Чистопольские страницы» (Казань, 1987) о жизни и творчестве большой группы писателей, находившихся в годы Великой Отечественной войны в Чистополе. Участник Международной конференции «Музеи городов как путь к взаимопониманию жизни города» в г. Бостон, США (2006) и др. форумах.

## Общественная деятельность
Вице-президент ИКОМа России (2002—2006), член президиума Союза музеев России (2001—2009), Председатель регионального (Татарстанского) творческого союза работников России (2000—2006), был в составах Геральдического совета при президенте Татарстана, художественного — экспертного совета при Кабинете Министров Республики Татарстан, комиссии по топонимике при мэрии города Казани, председатель общества славянской культуры (1998—2005), член Президиума Правления республиканской организации общества «Знание». Член Правления Союза творческих работников культуры РФ.

## Достижения
Как генеральный директор музея, руководил реконструкцией здания после пожара в одном из учреждений, находящихся в надстроенных над музеем этажах (декабрь 1987), добился восстановления здания Гостинного двора в историческом двухэтажном виде и передачи всего комплекса музею с выселением посторонних организаций. В период отсутствия постоянной экспозиции руководил созданием многих стационарных и передвижных выставок, как в здании музея, так и в различных учреждениях Казани и республики, а также в Москве. В 2005 открыты первые разделы постоянной экспозиции. Укрепил материально-техническую базу — приобретены новые виды экспозиционного, реставрационного и компьютерного оборудования. Создал в музее новые подразделения и отделы: службы главного инженера, безопасности, редакционно-издательский отдел и другие. Активизировалась издательская деятельность, возобновлено издание «Ежегодника», публиковались книги и буклеты, подготовленные на основе музейных коллекций. Организация отдела множительной техники с собственной полиграфической базой позволяла шире популяризировать музейные коллекции и всю работу музейного объединения. Налажено взаимодействие со средствами массовой информации (выступления на радио и телевидении, публикации в прессе). Значительно была расширена научно-методическая деятельность.
Стал инициатором проведения «Дней дарений», благодаря которым пополняются фонды вещевых и письменных источников, мемориальные архивы и личные вещи выдающихся деятелей истории и культуры республики. Были разработаны и внедрены Единые правила и условия хранения и учёта музейных предметов и коллекций. С 1990 по 2005 гг. количество музейных предметов увеличилось на более 300 тысяч единиц. Было открыто более 90 музеев разного профиля: историко-краеведческие, литературные, музыкальные, этнографические, мемориальные. Руководил созданием новых музеев и экспозиций в городах и районах Татарстана, в том числе в Арске, Буинске, Бавлах, Бугульме и т. д. Осуществлялось методическое руководство более чем 80 музеями объединения. В преддверии тысячелетия Казани были открыты залы постоянной экспозиции «Древняя история Татарстана», «Казанская губерния в XVIII веке», «Татарская золотая кладовая», «Денежное обращение, торговля и торговые пути в средние века». Инициатор проведения и организатор Всероссийских научно-практических конференций в музее. Поддерживал проведение краеведческих чтений (в том числе Лихачевские, Тукаевские, Дьяконовские и др.) и семинаров. Руководил созданием новых музеев и экспозиций в городах и районах Татарстана, в том числе в Арске, Буинске, Бавлах, Бугульме и т. д. Осуществлялось методическое руководство более чем 80 музеями объединения. Созданы новые циклы программ по музейной педагогике. Работали клубы «Хранитель древностей», «Шарык», «Интеллигент: XX век», посвященное жизни и творчеству тех, чьим трудом сохраняется и приумножается культурное и историческое наследие. Инициатор и организатор внедрения информационных технологий в музейную деятельность, создания первого регионального интернет-портала «Музеи Татарстана», первого официального сайта Национального музея РТ. Среди новых форм — включение электронных киосков в экспозицию, создание мультимедиа дисков, видеофильмов о музее, внедрение Комплексной автоматизированной музейной информационной системы (КАМИС) для учёта фондов (с 2002). Добился присвоения музею статуса Национального музея (23. 03. 2001). Автор публикаций по вопросам истории музейного дела и музееведения.

## Награды
- Медаль «За доблестный труд. В ознаменование 100-летия со дня рождения В. И. Ленина» (1970).
- Медаль «За заслуги в проведении Всероссийской переписи населения» (2002).
- Медаль «В память 1000-летия Казани» (2005).
- Нагрудный знак ЦК ВЛКСМ «За активную работу в комсомоле». (1975)
- Присвоено звание "Заслуженный работник культуры Республики Татарстан (29.06.1995)
- Благодарственное письмо Президента Республики Татарстан М. Ш. Шаймиева (04. 08. 2006).
- Почетная грамота Министерства культуры Республики Татарстан (2002).
- Почетная грамота Министерства культуры Российской Федерации. (2005)

## Список произведений
1. 1. Социологические и эстетические аспекты интернационализма современной татарской литературы: диссертация … кандидата филологических наук : 10.01.03. — Казань, 1983. — 211 с. [1]
  2. В пафосе литературы - дух интернационализма.- В книге: Взаимодействие культур народов Поволжья и Приуралья.-Казань, 1976,с.35-39
  3. Интернациональный характер советской литературы.- "Коммунист Татарии", 1976, №6, с.76-83
  4. К вопросу об интернационалисткой сущности советской многонациональной литературы. - В книге: Философия и художественная культура развитого социализма.- Казань: изд-во КГУ, 1978, с.53-56
  5. Советский образ жизни и герой современной литературы (на татарском языке) -Казан утлары, 1979, №10, с.149-156
  6. О понятии "интернационализм литературы".- В кн. Актуальные проблемы социалистической культуры. Тезисы докладов научной конференции.- Казань, с.39-41
  7. Пастернак в Чистополе // Советский музей. — 1990. — № 6. С. 44 — 45.
  8. Музейный век вместил тысячелетия // Научный Татарстан. — 1995. — № 3. С. 16 — 22.
  9. Чистопольские страницы/сост.,авт.вступ.ст. и примеч. Г. С. Муханов-Казань: Татарское книжное издательство,1987.-352 с.
  10. Музей Татарстана в системе ценностей и традиций последних лет // Материалы научно-практических конференций музейных работников по теме «Музей и традиции» в гг. Москве и Саратове. 1996 г. / Музей революции. — М., 1997. — С. 31- 34.
  11. 100-летие Государственного музея Татарстана // Гасырлар авазы=Эхо веков. — 1996. — № 1/2. — С. 206—208.
  12. Открытие новых музеев и стран (отчет о командировках во Францию и США) // Ежегодник — 96 / Гос. объединённый музей Респ. Татарстан. — Казань, [1997]. — С. 62 — 65.
  13. История Государственного музея РТ в зеркале XX века // Всероссийская научно-практическая конференция «Гуманистические традиции Запада и Востока в музейном деле России и Татарстана», 12 — 14 сент. 1995 г./ [Гос. объединен. музей Респ. Татарстан]. — [Казань, 1997]. — [Материалы пленарного заседания]. — С. 3 — 23.
  14. На Биеннале — 97 // Ежегодник — 97 / Гос. объединённый музей Респ. Татарстан. — Казань, [1997]. — С. 37 — 43.
  15. Фантастический проект реализован // Ежегодник — 99 / Гос. объединённый музей Респ. Татарстан. — Казань, [1999]. — С. 152—153.
  16. Музеи Татарстана: проблемы координации деятельности // Теория и практика музейного дела в России на рубеже XX—XXI веков. — М., 2001. — С. 206—213. — (Тр. / ГИМ. Вып. 127).
  17. Народные депутаты в музее // Ежегодник — 2000 / Гос. объединённый музей Респ. Татарстан. — Казань, [2001]. — С. 30 — 36.
  18. Союз для всех музеев России // Ежегодник — 2001 / Нац. музей Респ. Татарстан. — Казань, [2002]. — С. 30 — 33.
  19. Национальная сокровищница Татарстана // Музеи России. — [2002]. — Вып. 9. — С. 23 — 32.
  20. Из жизни Союза музеев России // Ежегодник — 2002 / Нац. музей Респ. Татарстан; [гл. ред. Г. С. Муханов]. — Казань, [2003]. — С. 38-48.
  21. Лёд тронулся! Благословенно очередное рождение здания музея // Ежегодник — 2003 / Нац. музей Респ. Татарстан. — Казань, [2004]. — С. 32-35.
  22. На берегах Волги и Камы. Литературные музеи Республики Татарстан — бесценный литературный сад // Мир музея. — 2003. — № 4. — С. 20 27.
  23. Мост из прошлого // Татарстан. — 2005. — № 7/8. — С. 142—143. — О прошлом и настоящем НМ РТ (к 110-летию музея и 1000-летию Казани).
  24. Благородная миссия главного музея Татарстана // Казань. — 2005. — № 3. — С. 9- 12. — История и современность музея.
  25. Музейные радости Татарстана // Мир и музей. — 2005. — № 1/2. — С. 8- 9. — (Вестн. Ассоциации музеев России. Вып. 11: Музеи Республики Татарстан).
  26. Национальный музей Республики Татарстан: Сохранение и популяризация культурного наследия. // Музей. — 2005. — № 1. — С. 33 39. — На примере коллекций по исламскому искусству.
  27. Живые ценности человечества (Об участии в ХХ-ой Генеральной конференции Международного союза музеев в столице Республики Кореи Сеуле 2-8 октября 2004 года) // Ежегодник — 2004 / Нац. музей Респ. Татарстан. — Казань, 2006. — С. 26 — 33.
  28. Благородная миссия главного музея Татарстана // Ежегодник — 2005 / Нац. музей Респ. Татарстан. — Казань, [2006]. — С. 26 — 31.
  29. The Multitude of Cultures in the museums of Kazan / G. S. Mukhanov, G. R. Nasipova // Museum international. — 2006. — № 231 (september). — Р. 107—110.